# Krásny Brod
Krásny Brod és un poble i municipi d'Eslovàquia. Es troba a la regió de Prešov, al nord del país.

## Història
La primera referència escrita de la vila data del 1557.

## Demografia
| Godina             | 1994 | 2004   | 2014    | 2024   |
| ------------------ | ---- | ------ | ------- | ------ |
| Nombre de persones | 414  | 416    | 466     | 442    |
| Diferència         |      | +0,48% | +12,01% | −5,15% |

| Godina             | 2023 | 2024   |
| ------------------ | ---- | ------ |
| Nombre de persones | 446  | 442    |
| Diferència         |      | −0,89% |